# Ignacy Matuszewski (krytyk)
Ignacy Erazm Stanisław Matuszewski (ur. 2 czerwca 1858 w Wilanowie koło Warszawy, zm. 10 lipca 1919 w Warszawie) – krytyk literacki,  współpracownik „Przeglądu Tygodniowego”, kierownik literacki „Tygodnika Ilustrowanego”, autor artykułów w czasopiśmie „Witeź”, kierownik działu humanistycznego Encyklopedii Orgelbranda, prezes Towarzystwa Literatów i Dziennikarzy.

## Życiorys
Syn Ignacego, powstańca styczniowego, i Eufemii z Lisieckich. Ojciec pułkownika Ignacego Matuszewskiego, ministra skarbu II Rzeczypospolitej.
Jego główna praca krytyczna dotyczyła późnej, mistycznej twórczości Juliusza Słowackiego, o której opublikował studium Słowacki i nowa sztuka w 1902 roku. Wskazywał w niej prekursorstwo autora Króla-Ducha wobec polskiego i europejskiego modernizmu.
Interesował się spirytyzmem i mediumizmem: w 1896 roku wydał pracę Czarnoksięstwo i mediumizm, w której przedstawił rys historyczny tych zjawisk, a także opisał własne doświadczenia z medium Eusapią Palladino, którą poznał po sprowadzeniu jej do Warszawy przez Juliana Ochorowicza.
W latach 1909–1918 wykładał literaturę powszechną na Wydziale Humanistycznym Towarzystwa Kursów Naukowych w Warszawie.

## Wybrane dzieła
- Diabeł w poezji (1894)
- Czarnoksięstwo i mediumizm (1896)
- Swoi i obcy (1898)
- Słowacki i nowa sztuka (1902)
- Twórczość i twórcy (1904)

Trzytomowe pisma zebrane Matuszewskiego opublikował w 1965 roku pod nazwą Z pism Ignacego Matuszewskiego Samuel Sandler.